# Klaus-Peter Kirchrath

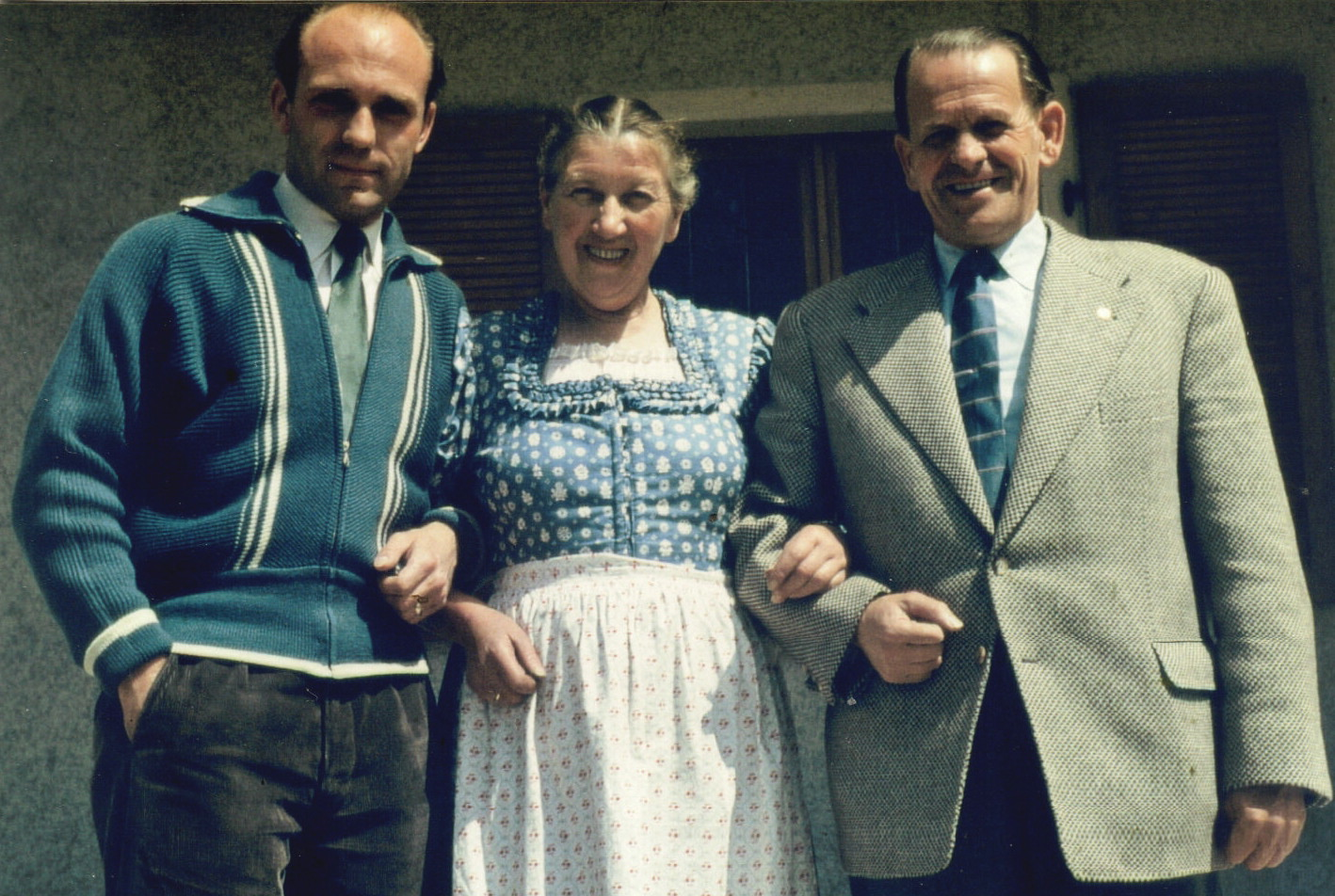
Kirchrath (l.) 1955 bei einem Besuch des Ehepaars Herberger in Hohensachsen

Klaus-Peter Kirchrath (* 10. Februar 1927 in Sterkrade; † 28. Januar 2024 in Hamburg) war ein deutscher Fußballtrainer. In den 1950er Jahren arbeitete er in Norddeutschland vor allem als Vereinstrainer, darunter beim Oberligisten Altona 93. Anschließend war er für zwei Jahrzehnte Trainer beim Schleswig-Holsteinischen und dem Niedersächsischen Fußballverband. Im Laufe seiner Lehrtätigkeit auf drei Kontinenten erwarb er sich im selben Jahrzehnt den Ruf als „Vater der türkischen Trainer“.

## Jugend und Ausbildung
Der im damals noch selbständigen Sterkrade geborene Klaus-Peter Kirchrath zog 1935 mit seinen Eltern nach Altona/Elbe, wo er als Jugendlicher für Ottensen 07, Altona 93 und den Hamburger SV spielte. Kurz vor Kriegsende wurde er noch zur Wehrmacht eingezogen. Nach Entlassung aus der Kriegsgefangenschaft absolvierte er 1947 die Reifeprüfung am Christianeum, an dem auch sein Vater unterrichtete, und nahm anschließend ein Studium an der Sporthochschule Köln auf, das er 1950 mit Diplom abschloss. Zuvor hatte er 1949 im sogenannten „Herberger-Lehrgang“ an der Seite von später renommierten Trainern wie Herbert Burdenski, Georg Gawliczek, Emil Izsó, Kuno Klötzer, Helmut Kronsbein und Martin Wilke bereits das Examen als staatlich geprüfter Fußballlehrer bestanden. Daneben schnürte er seine Stiefel noch für den TSV Rodenkirchen.

## Trainertätigkeiten
1950 kehrte er an die Unterelbe zurück und trainierte bis 1952 den TSV Brunsbüttelkoog sowie je ein Jahr lang Bergedorf 85 und den Eidelstedter SV; mit Bergedorf scheiterte er erst in der Aufstiegsrunde zur Oberliga Nord an Eintracht Braunschweig, Eidelstedt führte er als Verbandsligameister in die Amateurliga Hamburg, damals die zweithöchste Spielklasse. In der Saison 1954/55 betreute Kirchrath – als Nachfolger von Herbert Panse – die Oberligaelf von Altona 93. Die Mannschaft um Heinz Spundflasche, Dieter Seeler und Werner Erb schloss die Meisterschaft auf dem vierten Rang ab und erreichte im DFB-Pokal nach Erfolgen über den 1. FC Saarbrücken, Eintracht Frankfurt und Alemannia Aachen sogar das Halbfinale, wo sie sich in der Gelsenkirchener Glückauf-Kampfbahn erst nach einem Wiederholungsspiel dem späteren Wettbewerbssieger Karlsruher SC beugen musste.
Anschließend nahm Kirchrath auf die Empfehlung von Bundestrainer Sepp Herberger hin – mit dem er in regelmäßigem fachlichen und persönlichen Kontakt stand – das Angebot des Schleswig-Holsteinischen Fußballverbands als SHFV-Trainer und Leiter der Sportschule Malente an, wo er bis 1970 tätig war; sein Nachfolger wurde Hans Merkle. Mit der Verbandsauswahl erreichte er 1961 das Endspiel im DFB-Länderpokal, das er mit 1:2 gegen die von Martin Wilke trainierten Hamburger Auswahl verlor. Von 1962 bis 1970 arbeitete er parallel zu seiner Tätigkeit in Schleswig-Holstein auch als Trainer beim Norddeutschen Fußballverband, dessen Auswahlmannschaften regelmäßig Spiele v. a. gegen dänische und holländische Teams austrugen. Zwischen 1970 und 1975 leitete er als Sportdirektor des Landesverbands Niedersachsen die Sportschule Barsinghausen.
Kirchrath beschrieb sich selbst im Rückblick als zeittypisch autoritären Trainer, der beispielsweise Spieler, die sich bei der Rückkehr in die Sportschule verspäteten, mit den Worten „Melden Sie sich bei Ihrem Chef, ich habe bereits mit ihm telefoniert.“ nach Hause schickte. Verbands- und Vereinsfunktionäre, die abends ihre Straßenschuhe – wie damals in Hotels üblich – vor die Zimmertür stellten, fanden sie am nächsten Morgen unverändert vor und mussten sie selbst putzen. Altonas Stürmer Werner Erb bezeichnete ihn im zeitlichen Rückblick als „gut, aber etwas zu viel Lehrer, kein Fußballer“.

## Ausbildungs- und Lehrtätigkeit

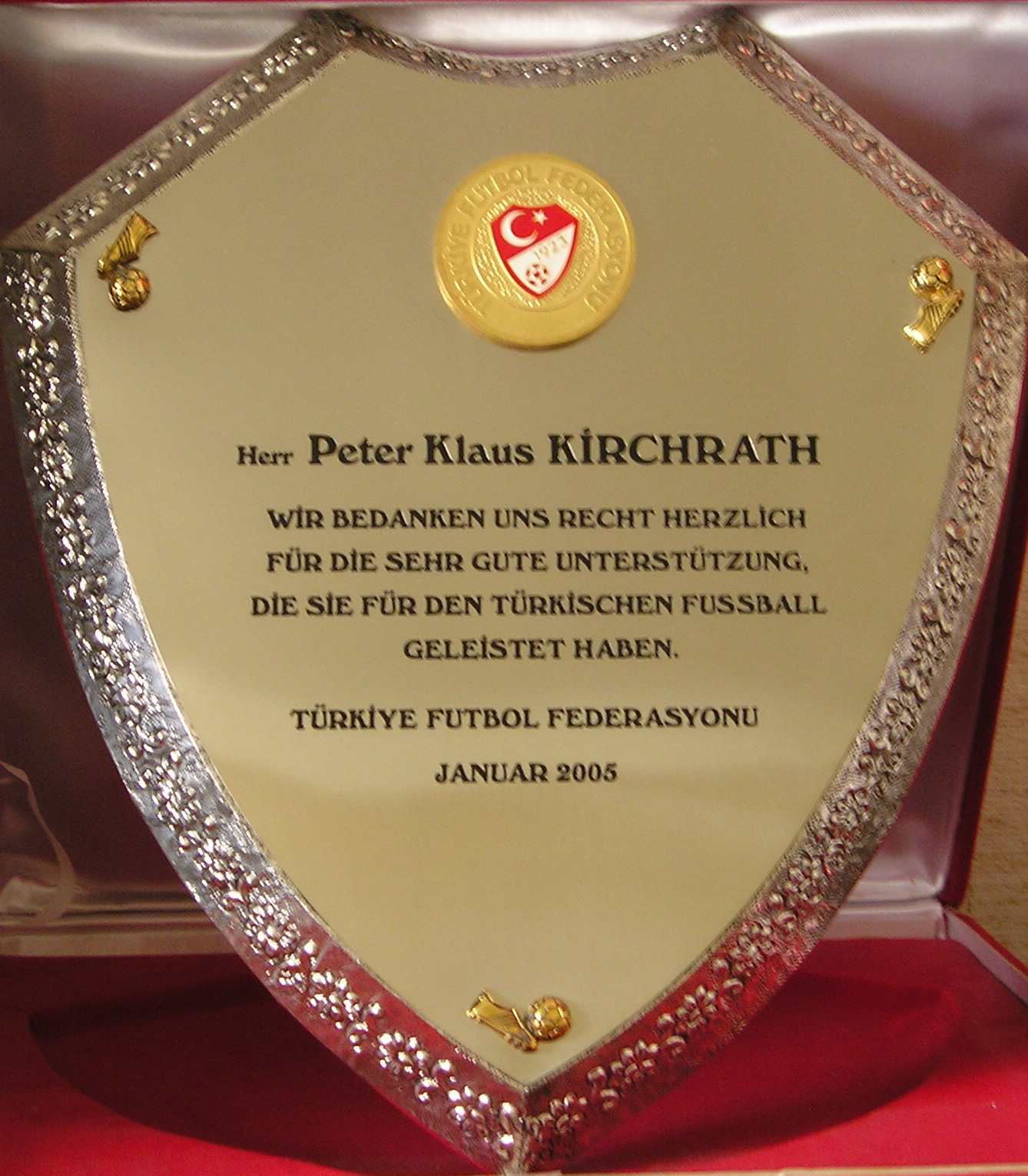
Ehrenschild der TFF

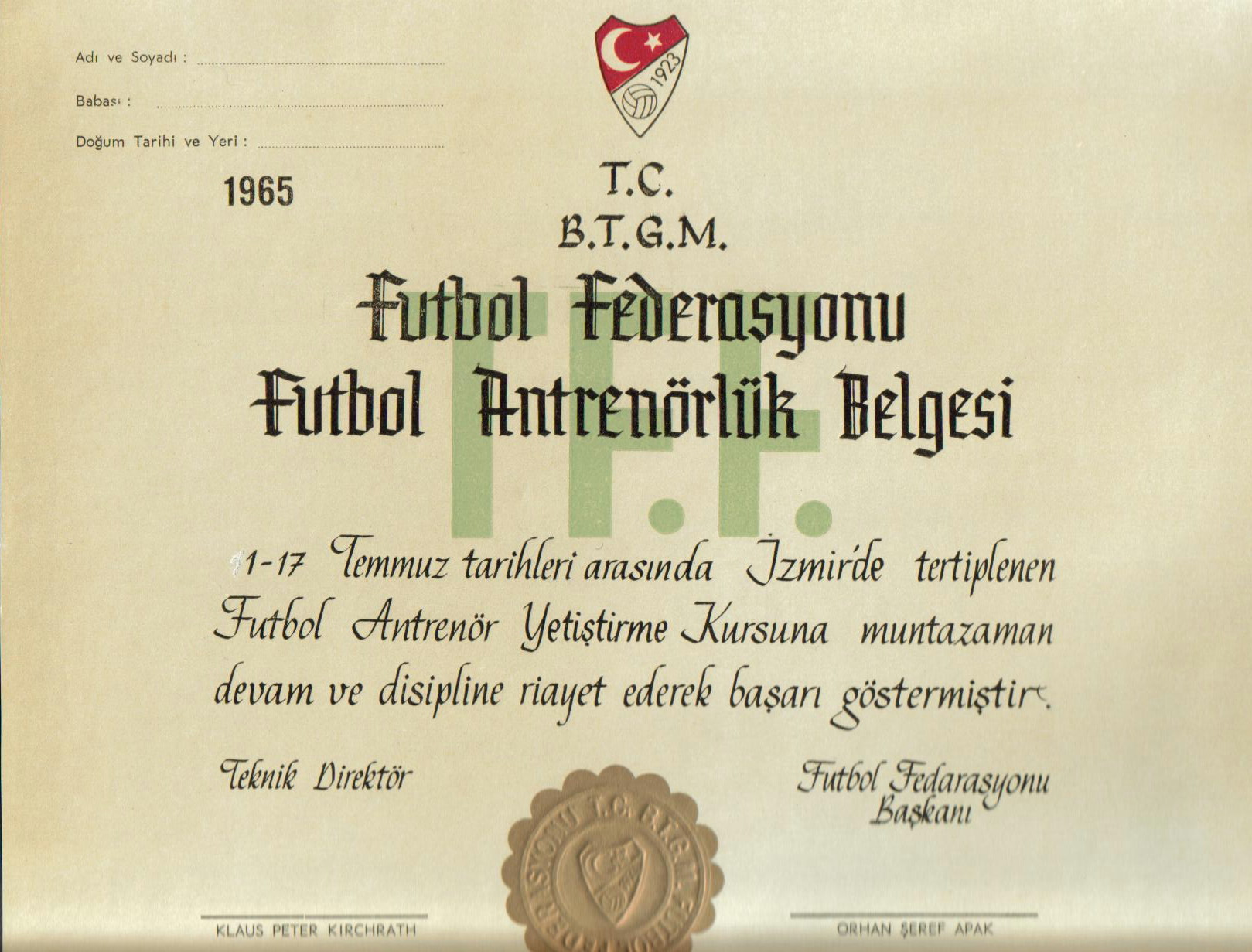
Erste Trainerlizenz der TFF, nach dem 1965er Lehrgang vom „Teknik Direktör“ Kirchrath unterschrieben

1975 wechselte Klaus-Peter Kirchrath wieder nach Schleswig-Holstein, wo er bis 1991 am sportwissenschaftlichen Institut der Christian-Albrechts-Universität in Kiel als Dozent für Fußball und Tennis lehrte. 1977 erfolgte eine Berufung für ein Semester an die Pennsylvania State University.
Kirchrath hat außerdem bereits seit den frühen 1960ern eine Vielzahl von Seminaren und Lehrgängen in Europa, Amerika und Afrika abgehalten. Besonders intensiv hat er sich um die Trainerausbildung in der Türkei gekümmert, wo er alleine in den 1960ern über hundert Trainer der 1. und 2. Division ausgebildet, geprüft und lizenziert hat und darum als „Vater der türkischen Trainer“ gilt. Im Jahr 2005 verlieh ihm der türkische Fußballverband TFF für seine dortigen Verdienste über mehr als vier Jahrzehnte den „Ehrenschild“, den bis heute (2009) außer Kirchrath nur zwei ehemalige Präsidenten der TFF, Hasan Cemal Polat und Sahir Gürkan, erhalten haben.
Nach seinem Eintritt in den Ruhestand lebte Klaus-Peter Kirchrath im Altonaer Stadtteil Ottensen, nur einen Steinwurf von seiner ehemaligen Wirkungsstätte auf der Adolf-Jäger-Kampfbahn entfernt. Noch als 80-Jähriger schwang er selbst den Tennisschläger.